# Do You Love Me (2NE1)
Do You Love Me è un singolo del gruppo musicale sudcoreano 2NE1, pubblicato il 7 agosto 2013.

## Classifiche
| Classifica (2013) | Posizione massima |
| ----------------- | ----------------- |
| Corea del Sud     | 3                 |